# Cathrine Larsåsen
Cathrine Larsåsen, född 5 december 1986 i Oslo, Norge, är en norsk friidrottare och sedan 2006 norsk rekordhållare i stavhopp.
Larsåsen satte sitt första norska rekord den 3 juni 2006, då hon slog Anita Tomulevskis 10 år gamla rekord på 3,80 meter med 10 centimeter. Rekordet sattes under en tävling i Kongens Lyngby i Danmark. Fyrametersgränsen klarade hon en vecka senare, då hon hoppade 4,01 meter under en tävling i Sandnes, Norge, den 10 juni 2006.
Sedan dess har Larsåsen förbättrat rekordet till 4,40 meter. Det senaste rekordet sattes den 6 augusti 2011 i Köpenhamn. Hon har också det norska rekordet inomhus med 4,41 meter.